# Thaisa de Moraes Rosa Moreno
Thaisa de Moraes Rosa Moreno  (også kendt som Thaisa eller Isa Moreno; født 17. december 1988) er en kvindelig brasiliansk fodboldspiller, der spiller som midtbane/angriber for spanske Real Madrid i Primera División og Brasiliens kvindefodboldlandshold, siden 2013.
Hun har tidligere spillet i svenske Tyresö FF og amerikanske Sky Blue FC, italienske AC Milan, men hun har mest spillet i hjemlandet for diverse topklubber. Hun skiftede i 2017, til den spanske topklub Tacón i Primera División, som senere blev omdøbt til Real Madrid Femenino.
Hun fik landsholdsdebut for Brasilien i September 2013, mod Schweiz.